# Вербовка (Донецкая область)
Вербовка (укр. Вербівка) — село на Украине, расположенное в Амвросиевском районе Донецкой области. Находится под контролем самопровозглашённой Донецкой Народной Республики.

## География

#### Соседние населённые пункты по странам света
С: Гусельское, Молочарка
СЗ: Шевченко
З: Межевое, Холмистое
СВ: Золотарёвка
В: Садовое, Новониколаевка
ЮЗ: Грузско-Зорянское
ЮВ: Зелёное
Ю: —

## Население
Население по переписи 2001 года составляло 123 человека.

## Общая информация
Код КОАТУУ — 1420684002. Почтовый индекс — 87310. Телефонный код — 6259.

## Адрес местного совета
87310, Донецкая область, Амвросиевский район, с. Зелёное, ул.Ленина, 77а